# 小行星5002
小行星5002（英語：5002 Marnix）是一颗围绕太阳公转的小行星。1987年9月20日，艾瑞克·怀特·埃尔斯特在斯莫梁发现了此天体。
这颗小行星的绝对星等为171.90228等。